# Foncquevillers
Foncquevillers és un municipi francès situat al departament del Pas de Calais i a la regió dels Alts de França. L'any 2007 tenia 473 habitants.

## Demografia

### Població
El 2007 la població de fet de Foncquevillers era de 473 persones. Hi havia 168 famílies de les quals 36 eren unipersonals (16 homes vivint sols i 20 dones vivint soles), 56 parelles sense fills, 60 parelles amb fills i 16 famílies monoparentals amb fills.
La població ha evolucionat segons el següent gràfic:
Habitants censats

### Habitatges
El 2007 hi havia 181 habitatges, 171 eren l'habitatge principal de la família, 1 era una segona residència i 8 estaven desocupats. 170 eren cases i 10 eren apartaments. Dels 171 habitatges principals, 140 estaven ocupats pels seus propietaris, 23 estaven llogats i ocupats pels llogaters i 8 estaven cedits a títol gratuït; 1 tenia una cambra, 2 en tenien dues, 14 en tenien tres, 31 en tenien quatre i 123 en tenien cinc o més. 143 habitatges disposaven pel capbaix d'una plaça de pàrquing. A 68 habitatges hi havia un automòbil i a 86 n'hi havia dos o més.

### Piràmide de població
La piràmide de població per edats i sexe el 2009 era:
| Homes | Edats   | Dones |
| ----- | ------- | ----- |
| 0     | 95 o +  | 0     |
| 0     | 90 a 94 | 0     |
| 0     | 85 a 89 | 4     |
| 4     | 80 a 84 | 0     |
| 4     | 75 a 79 | 8     |
| 8     | 70 a 74 | 4     |
| 20    | 65 a 69 | 12    |
| 12    | 60 a 64 | 12    |
| 4     | 55 a 59 | 8     |
| 0     | 50 a 54 | 4     |
| 16    | 45 a 49 | 12    |
| 28    | 40 a 44 | 16    |
| 32    | 35 a 39 | 20    |
| 8     | 30 a 34 | 28    |
| 4     | 25 a 29 | 16    |
| 16    | 20 a 24 | 4     |
| 20    | 15 a 19 | 24    |
| 32    | 10 a 14 | 28    |
| 12    | 5 a 9   | 28    |
| 16    | 0 a 4   | 16    |

## Economia
El 2007 la població en edat de treballar era de 300 persones, 229 eren actives i 71 eren inactives. De les 229 persones actives 211 estaven ocupades (125 homes i 86 dones) i 18 estaven aturades (8 homes i 10 dones). De les 71 persones inactives 20 estaven jubilades, 30 estaven estudiant i 21 estaven classificades com a «altres inactius».

### Ingressos
El 2009 a Foncquevillers hi havia 169 unitats fiscals que integraven 473 persones, la mediana anual d'ingressos fiscals per persona era de 17.521 €.

### Activitats econòmiques
Dels 18 establiments que hi havia el 2007, 7 eren d'empreses de construcció, 4 d'empreses de comerç i reparació d'automòbils, 1 d'una empresa de transport, 2 d'empreses d'hostatgeria i restauració, 1 d'una empresa de serveis i 3 d'empreses classificades com a «altres activitats de serveis».
Dels 11 establiments de servei als particulars que hi havia el 2009, 1 era una gendarmeria, 1 oficina de correu, 1 taller de reparació d'automòbils i de material agrícola, 1 paleta, 2 lampisteries, 2 electricistes, 1 empresa de construcció i 2 perruqueries.
Dels 2 establiments comercials que hi havia el 2009, 1 era una fleca i 1 una botiga de mobles.
L'any 2000 a Foncquevillers hi havia 4 explotacions agrícoles que ocupaven un total de 708 hectàrees.

## Equipaments sanitaris i escolars
El 2009 hi havia una escola elemental integrada dins d'un grup escolar amb les comunes properes formant una escola dispersa.

## Poblacions més properes
El següent diagrama mostra les poblacions més properes.